# Draga Stamejčič
Draga Stamejčič (en esloveno, Драга Стамејчић) (Ljubljana, 27 de febrero de 1937 – Ljubljana, 16 de agosto de 2015) fue una atleta eslovena que compitió en los Juegos Olímpicos de 1960 y 1964. En 1960 fue eliminada en la prueba de los 80 metros vallas. Dos semanas antes de los Juegos de 1964 consiguió el récord mundial de los 80 metro vallas pero en los Juegos solo pudo ser séptima debido a una lesión en la rodilla. También acabó quinta en la prueba de pentatlón. La lesión en la rodilla requirió una operación y provocó su retirada a mediados de los 60. Posteriormente se casó y se volcó en su familia. En 2012, entró en la Sala de la Fama de Atletismo esloveno.